# Ремингтон Стил
Ремингтон Стил (англ. Remington Steele) — американский телесериал, спродюсированный MTM Enterprises и впервые показанный в сети NBC с 1982 по 1987 год. Главные роли исполнили Стефани Цимбалист в роли частного детектива Лоры Холт и Пирс Броснан в роли бывшего мошенника, принятого за Ремингтона Стила. Этот сериал сочетает в себе стандартный телевизионный детективный жанр с иронической фабулой и элементами романтической кинокомедии.
В США сериал первоначально показывался по вечерам в пятницу и перенесён на вторники в попытке завоевать более высокие рейтинги. Сериал оставался в этой сетке вещания для большего промежутка показа и в эфир выходило по два часа фильма.

## Описание сюжета
Стефани Цимбалист играет Лору Холт, частного детектива, появляющуюся в поисках потенциальных клиентов, не желающих нанимать женщину. Дела резко улучшаются, когда она выдумывает фиктивного мужчину-начальника, которого она называет Ремингтон Стил, по названиям её печатной машинки марки «Ремингтон» и футбольной команды Питтсбург Стилерз.
В первом эпизоде «License to Steele» она сталкивается с влюбчивым вором Хамфри Богартом (персонаж Пирса Броснана), который убегая от пары убийственных головорезов слышит, как кто-то называет имя Ремингтон Стил и присваивает его себе. К концу эпизода он берёт себе этот псевдоним в качестве постоянного и берёт на себя роль «босса» Лоры. Лора принимает соглашение, поскольку у её агентства теперь есть хотя бы номинальный босс.
Настоящее имя персонажа Броснана никогда не упоминалось. В одном из эпизодов, спасая свою жизнь в ловушке на острове, Стил начал было открываться Лоре, заявив, что он ирландского происхождения, как и сам Броснан. В более поздних эпизодах было установлено, что Стил сам не знал своего имени, данного ему при рождении, и его работа превращается в попытки узнать это. Даниэль Чалмерс, бывший наставником Стила и заменявший ему отца (и оказавшийся в конце настоящим отцом), всегда называл Стила именем Гарри.

## Актёрский состав
- Пирс Броснан — «Ремингтон Стил»
- Стефани Цимбалист — Лора Холт
- Дорис Робертс — Милдред Кребс (со второго сезона)
- Жанет ДиМэй — Бернис Фокс
- Джеймс Рид — Мёрфи Майклс (первый сезон)
- Джек Скалиа — Тони Розелли (пятый сезон)
- Кассандра Харрис — Фелиция
- Деннис Фарина